# Karabakh Telecom
La Karabakh Telecom è una compagnia di telefonia fissa e mobile che opera nell'ambito della repubblica del Nagorno Karabakh (Artsakh).
Fondata il primo febbraio 2002 dall'imprenditore di origine armeno-libanese Pierre Fattouch, la Karabakh Telecom copre oggi l'intero territorio della repubblica de facto agganciandosi, per la telefonia fissa, alla rete della vicina Armenia.
Il compito di ricostruire l'azienda dopo le vicende belliche fu affidato alla "Management & Development International Company".
La copertura del servizio è quasi totale nella capitale Stepanakert e raggiunge il 95% nel resto del territorio con una clientela di circa centomila utenti pari a circa il 70% di penetrazione nel mercato. Negli ultimi anni l'azienda, con il sostegno del governo, ha implementato la rete di fibre ottiche per una migliore connessione ad internet e ridotto le proprie tariffe.
Nel gennaio 2013 la Qatar Vodafone ha annunciato la fine del rapporto di roaming internazionale su pressione delle autorità azere.
A giugno 2013 la Compagnia ha comunicato il varo della rete 3G.
Nel giugno 2018, il governo ha ufficialmente invitato tre compagnie telefoniche della repubblica di Armenia (MTS, VEON e Ukom) a operare sul territorio dell'Artsakh ponendo di fatto fine al monopolio di Karabakh Telecom. La stessa ha peraltro quasi contestualmente annunciato un programma di investimenti per undici milioni di dollari.